# Bradlové pásmo (přírodní památka)
Bradlové pásmo je přírodní památka na Slovensku ve správě státní ochrany přírody, regionální pracoviště Prešov.
Nachází se v katastrálním území obce Kamenica v okrese Sabinov v Prešovském kraji. Území bylo vyhlášeno či novelizováno v roce 1989 na rozloze 20,1214 ha. Ochranné pásmo nebylo stanoveno.